# Гарбан мак Эндай
Гарбан мак Эндай (Габран мак Эндай; др.‑ирл. Garbán mac Éndai; VI век) — король Мунстера (упоминается в 596 году) из рода Эоганахтов из Айне.

## Биография
Гарбан был одним из сыновей Энды мак Кримтайнна. Его прадедом был Над Фройх, правивший Мунстером в V веке. Об этом упоминается в средневековых ирландских генеалогиях, в том числе, находящихся в «Мунстерской книге». Резиденция правителей Эоганахтов из Айне располагалась вблизи современного селения Кнокани (в графстве Лимерик). Септ, к которому принадлежал Гарбан, назывался в честь его отца Уи Энда.
Преемственность и хронология правлений королей Мунстера V—VI веков из-за противоречивости свидетельств средневековых исторических источников точно не установлена. В ирландских анналах и в «Лейнстерской книге» Гарбан мак Эндай и его брат Амалгайд названы правителями Мунстера. В «Анналах Тигернаха» это свидетельство датировано 596 годом. Однако в других источниках имена Гарбана и Амалгайда как правителей Мунстера не упоминаются. В них королём Мунстера конца VI века назван скончавшийся в 590 или 593 году Федлимид мак Тигернайг из рода Ратлендских Эоганахтов.
О дате смерти Гарбана мак Эндая сведений в средневековых источниках не сохранилось. В «Анналах Тигернаха» о смерти Амалгайда мак Эндая сообщается в записях 601 года. Современные же историки датируют это событие 603 годом. В анналах указывается, что новым правителем Мунстера стал Финген мак Аэдо Дуйб из Кашелских Эоганахтов.
В «Мунстерской книге» упоминается о том, что Гарбан мак Эндай был предком правителей одного из мунстерских септов. Этот септ — Уи Гарбайн — получил название от имени своего родоначальника.